# HD320156
HD320156 — хімічно пекулярна зоря спектрального класу
B0 й має видиму зоряну величину в смузі V приблизно  9,7.

## Пекулярний хімічний склад
Зоряна атмосфера HD320156 має підвищений вміст 
He
.